# Grijota
Grijota è un comune spagnolo di 890 abitanti situato nella comunità autonoma di Castiglia e León.